# 水沢温泉郷
水沢温泉郷（みずさわおんせんきょう）は、秋田県仙北市にある温泉。近隣にある田沢湖高原温泉郷と一緒に、田沢湖高原水沢温泉郷と名乗ることも多い。
秋田駒ヶ岳と田沢湖スキー場が近隣のため、登山やスキーの拠点として使用されている。

## 泉質
- 硫黄泉（硫化水素型）
  - 泉温　58.6℃

## 温泉街
田沢湖から乳頭温泉郷へ向かう道中の山岳地帯に位置する。
旅館・ホテルは6軒、ペンション・民宿は12軒、合宿施設が1軒存在する。
日帰り入浴施設は、自炊宿を併設した「露天風呂水沢温泉」のみ存在。
北は乳頭温泉郷、秋田駒ヶ岳方面。南は田沢湖方面である。

## 歴史
明治22年に源泉が発見された。
駒ヶ岳山腹の奥水沢に源泉があり、その湯を引いて昔は当時の湯小屋があった。昭和44年（1969年）のスキー場の開設以降、スキー場を兼ねる大小の温泉宿が増加していく。 奥水沢の源泉を利用しているのは水沢山荘と露天風呂水沢温泉の2軒で、その他の宿泊施設は乳頭温泉郷内の源泉から仙北市の温泉供給事業で引湯している。

## アクセス
JR田沢湖線（秋田新幹線） 田沢湖駅より、羽後交通バス乳頭線・「乳頭温泉」行で30分。「水沢温泉郷」バス停下車。
車： 国道341号より、秋田県道127号駒ケ岳線、秋田県道194号西山生保内線経由。
飛行機：秋田空港より、秋田エアポートライナー乳頭号利用。